# Rossauer Brücke

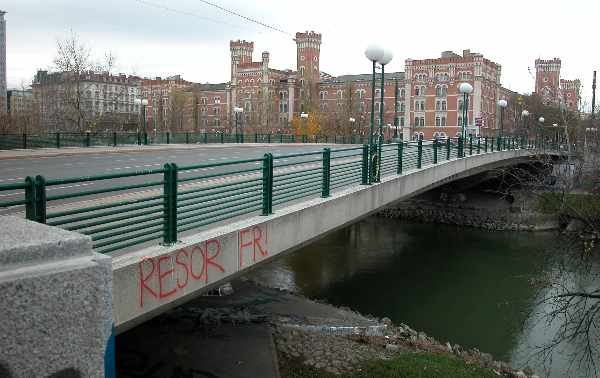
Rossauer Brücke mit Rossauer Kaserne

Die Rossauer Brücke (bis 1999 amtlich: Roß...) überquert als eine der neuesten Straßenbrücken den Donaukanal in Wien und verbindet die Bezirke 2, Leopoldstadt, und 9, Alsergrund.

## Lage
Die Rossauer Brücke verbindet die Rembrandtstraße im 2. Bezirk und die Türkenstraße im 9. Bezirk zu einem durchgehenden, im Einbahnverkehr Richtung 9. Bezirk befahrbaren Straßenzug. (Es handelt sich um das Gegenstück zum Richtung 2. Bezirk befahrbaren Straßenzug Maria-Theresien-Straße–Augartenbrücke–Untere Augartenstraße.) An den Brückenköpfen sind die den Donaukanal begleitenden Straßen Obere Donaustraße (2. Bezirk, Einbahn nordwärts) und Rossauer Lände (9. Bezirk, Einbahn südwärts) angebunden. Vor dem Bau dieser Brücke bestand hier keine Brückenverbindung.
Ecke Rossauer Lände / Türkenstraße befinden sich neben der Brücke südseitig die Rossauer Kaserne und nordseitig das Gebäude der Uni Rossau mit den Fakultäten für Mathematik und Wirtschaftswissenschaften. Die Brücke wird nicht von öffentlichen Verkehrsmitteln befahren. Unter ihr verläuft im 9. Bezirk zwischen den U-Bahn-Stationen Rossauer Lände nördlich und Schottenring südlich der Brücke den Donaukanal entlang die U-Bahn-Linie U4 auf der Höhe des Vorkais.

## Geschichte

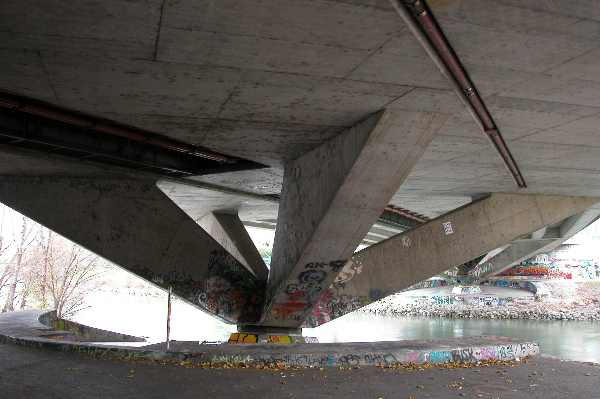
Tragwerk der Rossauer Brücke

Die Rossauer Brücke wurde erforderlich, nachdem die beiden Donaukanalbegleitstraßen, hier Obere Donaustraße und Rossauer Lände, wegen des hohen Verkehrsaufkommens auf Einbahnverkehr umgestellt wurden. Vor dem Bau der Brücke musste die Rossauer Lände direkt vor der Rossauer Kaserne in beiden Fahrtrichtungen befahren werden, damit die Türkenstraße als Verbindung in den 9. Bezirk und zur Zweierlinie vom 2. Bezirk aus über die damals ebenfalls noch in beiden Fahrtrichtungen befahrbare Augartenbrücke erreicht werden konnte. Mit dem Bau der Brücke fiel diese Engstelle der Rossauer Lände vor der Kaserne weg, die Augartenbrücke konnte (ausgenommen Straßenbahnverkehr) nun ebenfalls auf Einbahnverkehr umgestellt werden.
Die Brücke wurde in der Amtszeit von Bürgermeister Leopold Gratz im Auftrag des Wiener Stadtbauamtes 1981–1983 nach Plänen des Ingenieurbüros Alfred Pauser von einer Arbeitsgemeinschaft bestehend aus der Porr und der Universale Bau GmbH als Spannbetonbrücke errichtet. Sie steht leicht schräg zum Donaukanal und ist in einem leichten Bogen errichtet. Der 26,4 Meter lange Mittelteil wurde unter Verwendung von Fertigteilen errichtet. 
Die Brücke wurde nach der im 9. Bezirk anschließenden ehemaligen Vorstadt Rossau benannt; der Namensteil „au“ verweist darauf, dass hier vor Jahrhunderten neben dem Donaukanal als historischem Donauarm auch andere Flussarme bestanden, zwischen denen sich ursprünglich eine immer wieder überschwemmte Aulandschaft befand.
Das auffälligste Merkmal der 91,39 Meter langen und 26 Meter breiten Brücke ist die Stützenkonstruktion, bei der an beiden Uferseiten je vier Pfeiler in Form einer auf dem Kopf stehenden Pyramide auseinanderstreben und das Bauwerk tragen.